# ذخیره‌گاه دولتی اسماعیل‌لی

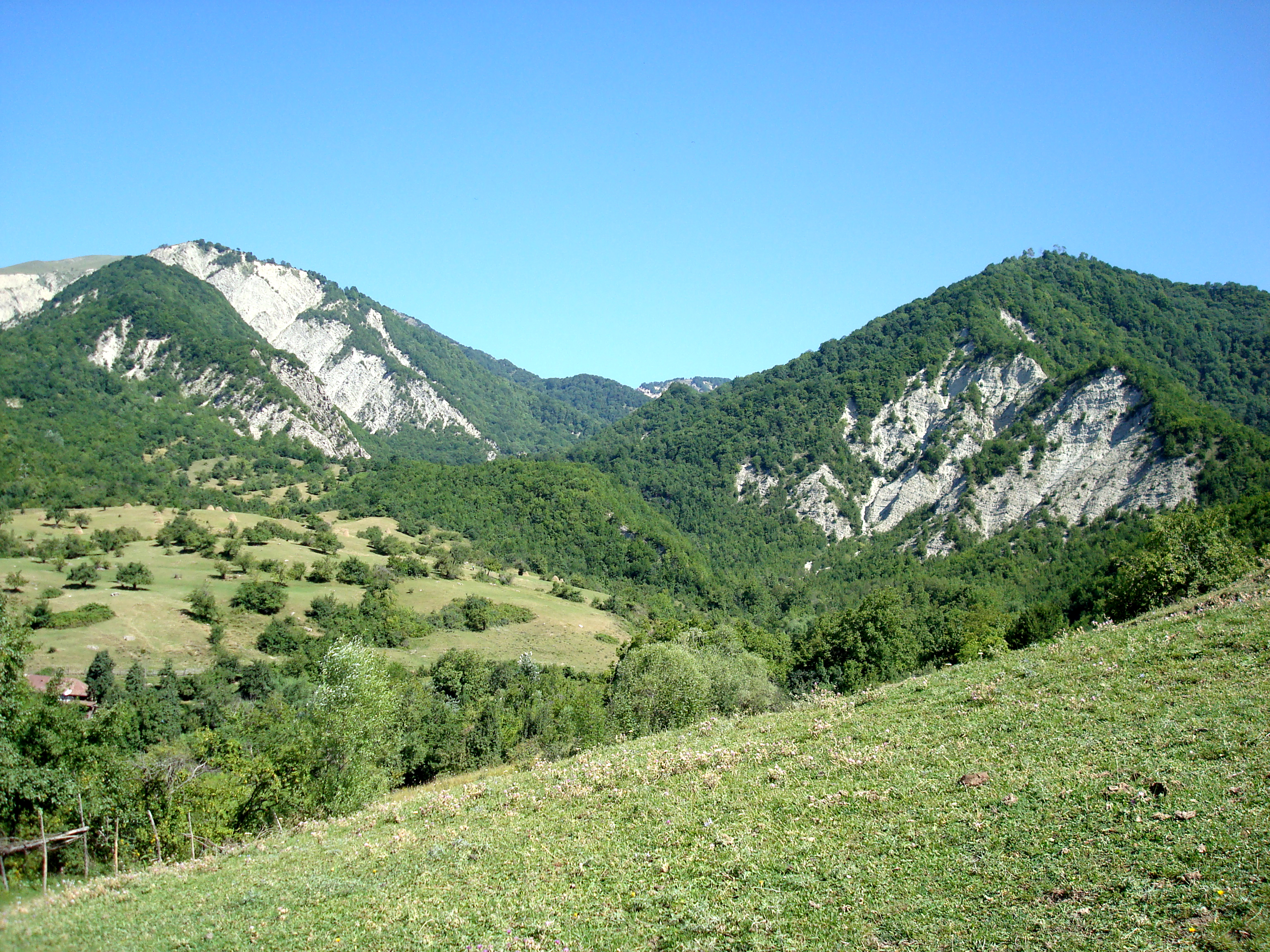
ذخیره‌گاه دولتی اسماعیل‌لی

ذخیره‌گاه دولتی اسماعیل‌لی یک ذخیره‌گاه طبیعی در شهرستان اسماعیللی در کشور جمهوری آذربایجان در مساحت ۵۷٫۷۸ کیلومتر مربع (۲۲٫۳۱ مایل مربع) است که در سال ۱۹۸۱ برای نگهداری و حفاظت از ذخایر طبیعی بخش شمالی دامنه جنوبی رشته‌کوه قفقاز بزرگ گشایش یافت.
مساحت ذخیره با ۱۰۹٫۶۰ کیلومتر مربع (۴۲٫۳۲ مایل مربع) و به ۱۶۷ کیلومتر مربع (۶۴ مایل مربع) در ژوئن ۲۰۰۳ افزایش یافت.
این جنگل ها عمدتاً از درخت های راش، ممرز و بلوط همراه شمار اندکی شاه بلوط، توس و ... تشکیل شده اند. این ذخیره‌گاه دارای نزدیک به ۱۷۰ گونه جانوری است. ۱۰۴ گونه پرنده از ۱۳ راسته در این ذخیره‌گاه یافت می شود. پستاندارانی مانند خرس قهوه ای، گربه وحشی، سیاهگوش و بز قفقازی در این ذخیره‌گاه دیده می شوند.